# Прюфер, Курт
Курт Прюфер (нем. Kurt Prüfer, (21 апреля 1891 — 1952) — инженер немецкой фирмы «Й. А. Топф и сыновья», известный как создатель крематориев для Аушвица и других нацистских лагерей смерти.

## Биография
Родился в семье машиниста локомотива Германа Прюфера в 1891 году. После реального училища он сначала учился на каменщика в Эрфурте, где в течение 6 семестров изучал высотное строительство, после чего в возрасте 20-ти лет поступил на работу в фирму «Й. A. Топф & сыновья». Там он работал до начала своей военной службы в качестве техника.
В период Первой мировой войны К. Прюфер был солдатом на Западном фронте.
После войны он вернулся в Эрфурт, окончил в 1920 учёбу и снова поступил на работу в фирму «Й. А. Топф & сыновья».
Специализировался на конструировании печей для гражданских крематориев и оказал значительное влияние на становление фирмы «Й. А. Топф & сыновья» в качестве лидера в этой области. Однако, доля кремационных печей в общем обороте фирмы оставалась незначительной. Поэтому зарплата К. Прюфера — ответственного инженера по проектированию и строительству крематориев, была невелика, несмотря даже на положенные ему при этом комиссионные. Во время экономического кризиса в начале 1930-х годов он избежал увольнения только согласившись на значительное снижение оклада. Даже после назначения в 1935 году главным инженером фирмы он не получил доверенность на право подписи финансовых документов и оставался при заключениях сделок в полной зависимости от начальства.
В своём заявлении он писал:
«К сожалению, я констатирую, что Вы забыли меня при новом повышение оклада для служащих, что позволяет мне высказывать просьбу повысить мой месячный заработок на 30 рейхсмарок». Братья Топф удовлетворили просьбу и повысили К. Прюферу зарплату до 360 рейхсмарок. Перед экономическим кризисом его зарплата составляла 450 рейхсмарок.
В апреле 1933 года Прюфер вступил вместе с братьями Топф в НСДАП. Когда с 1939 года СС начали сооружение крематориев в лагерях, он увидел свой шанс на повышение доходов.
Весной 1945 года Прюфер попал в плен к американским войскам, однако, после допроса был освобождён. 4 марта 1946 года он, вместе с несколькими другими работниками «Топф & сыновья», был арестован уже советскими войсками и предстал перед судом. Прюфер был приговорён к 25 годам лагерей. В 1952 году, находясь в заключении, умер от кровоизлияния в мозг.